# Антоніо Хуліан
Антоніо Хуліан (*Antonio Julián, 3 травня 1722 —11 вересня 1790) — священник, красномовець, чернець, єзуїт, іспанський хроніст віцекоролівства Нова Гранада.

## Життєпис
Народився у м. Кампродон (в сучасній провінції Жирона, Каталонія). Навчався у м. Таррагона, після чого вступив до коледжу для знаті в Барселоні. Після його закінчення приєднався до Товариства Ісуса (став єзуїтом). 1749 року як місіонер вирушає до віцекоролівства Нова Гранада. Спочатку перебував в області Гуахіра. Потім до 1752 році поширював християнство у провінції Санта-Марта. З 1752 до 1753 році у м. Тунха очолює місіонерську службу єзуїтів.
Потім спрямовується до Каракаса, головного міста провінції Венесуела. Займається місіонерством, стає одним з визначних проповідників. Тут перебував до 1763 року. У 1763—1767 роках як професор викладав в Університеті Хаверіана в Боготі. 1767 року відповідно до декрету іспанського короля Карла III усі єзуїти повинні були залишити його володіння. Тому Хуліан перебирається до Риму, де викладає, створює історичні праці, пише прозу.

## Творчість
У його доробку є «Перлина Америки, провінція Санта-Марта, дослідження, спостереження, коментарі до історичних промов» (видано в Мадриді 1787 року), дві праці 1790 року написані італійською мовою щодо роботи місіонерів у Новій Гранаді («Монархія диявола»). 
У першій (перлиною Америки названо місто Санта-Марта) містяться історична довідка щодо провінції Санта-Марта, важливі відомості з традицій, звичаїв, вірувань корінних народів, зокрема чибча-муїска, чибча-тайрона та араваків. Також у ній наведені лінгвістичні особливості, одна глава про мову народу ваю. Водночас подається опис фауни та флори, зокрема невеличка частина про коку. 
В інших працях автор доводив, що в Південній Америці розташовувався Едемський сад. Водночас надавав опис діяльності єзуїтів як місіонерів у Новій Гранаді.